# ولاية سونسورول

علم منطقة سونسورول

سونسورول (بالأنكليزية:Sonsorol) وهي واحدة من ستة عشر ولاية في جمهورية بالاو. المركز الإداري للولاية دونجوسارو في جزيرة سونسورول. السكان يتكلمون اللغة السونسورولية وهي لغة محلية والبالاوية.
جزر ولاية سونسورول تشكل جنباً إلى جنب مع جزر هاتوهوبي جنوب غرب جزر بالاو.
تنقسم الولاية إلى أربع بلديات، والتي تتوافق مع الجزر الفردية الأربعة، في كل جزيرة قرية واحدة، مع استثناء جزيرة فانا التي لا تحتوي على قرى.

## الجزر

### فانا
فانا (بالأنكليزية:Fanna أو Fana) جزيرة دائرية الشكل تقريباً يبلغ قطرها 350 متر، تحيط بها الشعاب المرجانية التي تمتد من 160-480 متر عن الشاطئ، الجزيرة تحتوي أشجاراً كثيفة من أشجار جوز الهند وأشجار أخرى، جزيرة فانا غير مأهولة بالسكان [بحاجة لمصدر]، وتبعد عن سونسورول 1.6 كم إلى الجنوب.

### جزيرة سونسورول
سونسورول (بالأنكليزية:Sonsorol Island أو Dongosaro) يبلغ طول الجزيرة 2 كم وعرضها 890 متراً تحيط بها الشعاب المرجانية التي تمتد من 160-480 متر عن الشاطئ، الجزيرة تحتوي أشجاراً كثيفة من أشجار جوز الهند وأشجار أخرى، جزيرة فانا غير مأهولة بالسكان [بحاجة لمصدر]، وتبعد عن فانا 1.6 كم إلى الشمال، قرية دونجوسورو هي عاصمة الولاية وتقع على الساحل الغربي.

### بولو آنا
بولو آنا (بالأنكليزية:Pulo Anna أو Puro) شكل الجزيرة بيضوي يبلغ طول الجزيرة 800 متر وعرضها 550 متراً تحيط بها الشعاب المرجانية التي تمتد من 160-480 متر عن الشاطئ، قرية بورو في الجانب الشمالي الغربي من الجزيرة.

### ميرير
ميرير (بالأنكليزية:Merir أو Melieli) هي جزيرة صغيرة نائية تابعة لمجموعة جزر بالاو في المحيط الهادئ الغربي. مساحة الجزيرة 0.90 كم²، حيث كانت موطناً لخمسة أشخاص في عام 2000. القرية الرئيسية تقع في الشمال الغربي من الجزيرة، ويوجد فيها محطة راديو.
تغطى الجزيرة بالأشجار وهي محاطة بالمحيطات المفتوحة وبشاطئ رملي كما تحيط بها الشعاب المرجانية على بعد 1100 متر من الشاطئ في الجنوب و 160 متر في الشمال حواف الشعاب شديدة الانحدار، كما وتقع قرية ميرير في الجانب الشمالي الغربي من الجزيرة.

## التاريخ
- في 6 أيار 1522 كانت أول مرة يصل الأوروبيون إلى سونسورول و فانا من خلال السفينة الإسبانية ترينيداد بقيادة غونزالو غوميز دي اسبينوزا.[1][2]
- في 30 تشرين الثاني 1710 وصول بعثة تبشيرية إسبانية بقيادة سيرجينتو عمدة فرانسيسكو باديلا قادمة من مانيلا على متن السفينة باتاتشي سانتيسيما ترينيداد.
- في عام 1712 اكتشفت من قبل الحملة التي قادها الضابط البحري الإسباني برناردو دي إيجوي.[3]
- خلال شهر كانون الأول 2012 عانت الدولة من إعصار بوبا وتم إجلاء الناس إلى أكيبيسانغ في كورور.